# Irpine (rivière)
Pour les articles homonymes, voir Irpine.
La rivière Irpine (en ukrainien : Ірпінь) ou Irpen' (en russe : Ирпень) est un cours d'eau de l'oblast de Kiev, en Ukraine, et un affluent de la rive droite du Dniepr.

## Géographie
L'Irpine est longue de 162 km et se jette dans le Dniepr à la hauteur du réservoir de Kiev formé par le barrage de la centrale hydroélectrique de Kiev. Par conséquent, le niveau du Dniepr à cet endroit est supérieur d'environ 6,5 à 7 m à son niveau naturel et l'eau de l'Irpine doit être pompée dans le réservoir de Kiev par de puissantes pompes électriques.
L'Irpine arrose la ville d'Irpine à laquelle elle a donné son nom.
Le territoire traversé par l'Irpine a été le centre de la Rus' de Kiev et les chroniques associent la rivière à plusieurs événements historiques importants, tels que la bataille de la rivière Irpen de 1321 par laquelle le Grand-Duc de Lituanie Gediminas (Gedymin) prend le contrôle des terres qui forment actuellement l'Ukraine centrale.